# Rakkyolök
Rakkyolök (Allium chinense) är en växtart i släktet lökar och familjen amaryllisväxter. Den beskrevs av George Don jr.

## Utbredning
Arten växer vilt i södra och mellersta Kina. Den odlas även som prydnadsväxt och som grönsak, och har som sådan introducerats i flera andra asiatiska länder, bland annat till Japan och Koreahalvön, samt på Kuba.

## Användning
Hela växten är ätlig. Löken kan bli 4–5 centimeter i diameter, har stark löksmak och går bra att äta rå eller tillagad. Även bladen, blommorna och fröställningarna kan användas i matlagning.